# Anders Bjernulf
Anders Bjernulf, född 30 juni 1966 i Rättvik, är en svensk folkmusiker från Dalarna. Han är primärt en solospelman och spelar låtar från hemtrakten i Rättvik. Anders läromästare har varit Pål Olle, Päkkos Gustaf och Pers Hans Olsson. 
Förutom solospelet ingår Bjernulf i två trios; Pål Olles väg och Trio Nor. 
Anders Bjernulf erhöll Zornmärket i silver 1987 och tillhör sedan dess kategorin riksspelmän.

## Diskografi

### Solo
- 2003 – Bingsjö – A Tribute to Päkkos Gustaf

### Medverkan
- 1988 – Orsa spelmän: Orsa spelmän
- 1994 – Rättviks spelmanslag 50 år
- 2001 – Lisa Rydberg: Swedish Wedding Tunes
- 2003 – Lisa Rydberg: Östbjörka
- 2008 – Pål Olles väg
- 2012 – Bror (med Fredrik Lindh, Tron Steffen Westberg och Magne Eggen Haugom)[1]